# Plåster (roman)
Plåster är en roman av Klas Östergren utgiven 1986.
Romanen handlar om nattportieren Roland som hamnar på sjukhus efter att ha drabbats av hjärtproblem. Där träffar han cigarretthandlaren Yngve som också är patient. De börjar tala om de stora frågorna; livet, döden, vänskap och kärlek. När Roland till slut lyckas att ta saker i sin tillvaro på allvar inser han att allt kanske redan är för sent.